# Джон Ширлі
Джон Ширлі, повне ім'я Джон Патрік Ширлі (народився 10 лютого 1953), американський письменник, перш за все автор фентезі романів і наукової фантастики, а окрім того музикант, драматург та  сценарист. Він також написав один історичний роман, вестерн (Wyatt in Wichita),  і одину науково-популярну книгу (Gurdjieff: An Introduction to His Life and Ideas). Ширлі опублікував понад 40 книг і 8 збірок коротких оповідань. Як музикант Ширлі очолює власну групу, а також пише слова для Blue Oyster Cult та інших.

## Життєпис
Джон Ширлі народився в Х'юстоні, штат Техас, і виріс в Портленді (штат Орегон). Після закінчення школи якийсь час був сезонним збирачем фруктів, клерком в офісі, танцором в нічному клубі, співаком в рок-групі. Молоді роки Ширлі провів у Нью-Йорку і Парижі, де він вів богемне життя, вокаліста групи Obsession.
Як письменник, Ширлі дебютував в 1977 році з оповіданням «Слово "середній ", навмисно повторене», і з тих пір опубліковано 33 його романи (в тому числі новелізації сценаріїв відомих фантастичних фільмів) і близько сотні розповідей і повістей, кращі з яких увійшли у сім збірників.  
Джона Ширлі був солістом панк-групи  Sado-Nation, в 1978 році, і пост-панк фанк-рок-групи Obsession, в той час Ширлі жив в Нью-Йорку, а у  Парижі в 1980 роках. Ширлі також грав у групі Panther Moderns. Ширлі написав 18 текстів до пісень, що були записані Blue Oyster Cult. 
В даний час Джон Ширлі проживає в районі затоки Сан-Франциско зі своєю дружиною Мікі Ширлі. Джон Ширлі має три дорослих сини, близнюків звати Байрон і Перрі, а їх молодшого брата, Джуліан. Байрон, капітан яхти і яхт-брокер, Перрі, журналіст, педагог і художник. Джуліан продюсер гуртів різних електронних музичних жанрів, а також професійний комп'ютерний технік. 
Джон Ширлі, 
один з найбільш суперечливих і епатажних авторів серед молодого покоління наукових фантастів США.

## Новелізації
- Doom (2005, новелізації екранізації комп'ютерної гри Id Software)
- Костянтин (Constantine) (2005, новеллізація фільму із зображенням DC / Vertigo персонажу книги)
- Хижак: Вічна Північ (Predator: Forever Midnight) (2006, серія Хижак)
- Batman: Dead White (2006)
- BioShock Rapture (2011)
- Грімм: Крижаний дотик (Grimm: The Icy Touch) (2013)

## Музикант
Ширлі написав велику частину лірики для альбомів Blue Oyster Cult, а також пісні "Поцілунок Демона" ("Demon's Kiss») і "Вершники Прибули» ("The Horsemen Arrive») із саундтреку  Bad Channels. Їх пісня «1972» надихнула автора на написання книги «Трансмініакон» (Transmaniacon).
У 2000 році Ширлі записала кілька треків з Тоні і Пола ДеСтефано, Занадто дорого за номер (Too Hip For The Room).
Два-CD збірки вибраних записів Джона Ширлі було видано BLACK OCTOBER RECORDS в грудні 2012 року. Альбом називається «Побиті дзеркала» (BROKEN MIRROR GLASS). В ньому зібрано пісні кількох музичних епох, починаючи з 1979 - до 2012 року.